# Frauen vor Flußlandschaft
Frauen vor Flußlandschaft. Roman in Dialogen und Selbstgesprächen ist der letzte Roman von Heinrich Böll. Nachdem der Literatur-Nobelpreisträger drei Jahre an dem Manuskript gearbeitet hatte, erschien der Roman im Sommer 1985 einen Monat nach seinem Tode beim Kölner Verlag Kiepenheuer & Witsch. Zuvor war am 29. Juli 1985 ein Auszug unter dem Titel Monolog eines Wahlhelfers im Nachrichtenmagazin Der Spiegel abgedruckt worden.
Die Flusslandschaft ist eine Villengegend am Rhein zwischen Bonn und Bad Godesberg. Die Frauen sind Gattinnen und auch Lebensgefährtinnen von Bonner Politikern und deren Hintermännern, den Bankiers. Während die Politiker lediglich regieren, herrschen die Bankiers. Mehr noch – die Minister werden beherrscht.
Böll hat diese Frauen „zu Trägerinnen einer Botschaft der Hoffnung ausersehen“. Das Dramatische in dieser Prosa: Jene Frauen sterben lieber, als dass sie den Anblick der „alten Nazis“ im Umkreis ihrer Gatten noch länger ertragen.

## Inhalt
Zahlen in den Überschriften bezeichnen Kapitel.
Die Romanhandlung spielt an zwei Tagen des Jahres 1984.
Hermann Wubler ist Anwalt und Teilhaber bei dem Großbankier Kapspeter sowie Sekretär von Paul Chundt. Wublers Vater war ein kleiner Postbeamter gewesen. Hermann Wublers Frau Erika hatte früher als Schuhverkäuferin in einen „Dorfkramladen“ gearbeitet. Am Ende des Krieges hatte Erika den Deserteur Hermann Wubler vor den Kettenhunden versteckt. Nach der Heirat, während Wublers Karriere, war Chundt hinter Erika her gewesen, aber sie hatte ihn abweisen können. Blaukrämer hingegen hatte dem großen Chundt seine Frau Elisabeth, eine vormals protestantische preußische Adelige, „immer frei zur Verfügung“ gestellt.
Die Wublers haben die gelernte Kellnerin Katharina Richter als Mädchen für alles eingestellt. Katharina kellnert auch noch in anderen Villen der Nachbarschaft. Die junge arbeitslose Volkswirtin hat das Abitur gemacht, mit Erfolg studiert und nebenbei promoviert.
Erika Wubler, Jahrgang 1920, liebt den 1946 geborenen Karl von Kreyl wie einen Sohn. Hermann Wubler liebt die 30 Jahre jüngere Eva Plint.
3
Die Sorge treibt Graf Heinrich von Kreyl, „katholischer Adel vom Niederrhein und kein Nazi“, in den schäbigen Wohnwagen seines Sohnes Karl. Der alte Herr möchte, dass Karl wieder in die hochherrschaftliche Villa einzieht. Doch Karl, der arbeitslose Jurist, macht nicht mit. Seine Arbeitslosigkeit hat Karl selber verschuldet. In diplomatischen Diensten hatte er in Südamerika eine „private Torheit“ begangen, sprich, eine Summe Geldes „aus dem Diplomatenfonds“ veruntreut. Hatte er doch einer Freundin das Flugticket nach Kuba bezahlt, ein klein wenig Bargeld zugesteckt und sie damit „vor Folter und Tod“ bewahrt. Aber zurück zur neuesten Sorge des alten Grafen: Bereits zum dritten Mal wurde ein kostbarer Flügel, auf dem wahrscheinlich schon Beethoven konzertierte, zerlegt und wie Feuerholz gestapelt – diesmal bei Kapspeter. Der Vater vermutet im Sohn den Täter. Hatte doch Karl vor sieben Jahren seinen Flügel mit dem Beil an dem Tag zerhackt, als sein alter Freund Konrad Fluh während einer Polizeikontrolle versehentlich erschossen worden war. Darauf hatte ihn seine Frau, die ihn geliebt hatte, verlassen, Karl war nach Rio de Janeiro abgeschoben worden und Plukanski hatte daheim in Deutschland Karls Karriere gemacht.
Der Sohn kann den Vater beruhigen. Er sei bloß ein Flügelzerhacker und kein versierter Flügelzerleger. Übrigens vergreife er sich nicht mehr an fremdem Eigentum. Trotzdem lässt sich der alte Graf nicht so leicht beruhigen. Denn Karl bastelt für seinen vierjährigen Sohn Heinrich ein Wägelchen und verwendet dafür die Rädchen eines Flügels. Zwar ist Karl noch mit Eva Plint – das ist Eva Maria Gräfin von Kreyl – verehelicht, doch er liebt Katharina Richter und hat mit der Kellnerin das Kind. Der kleine Heinrich ist das Sorgenkind des alten Grafen, denn der Name von Kreyl muss von Generation zu Generation weitergegeben werden. Und Karl, der dem „Adelsgetue“ abhold ist, zeigt sich zu einer Namensänderung nicht geneigt. Graf Karl trägt zudem eine schwere Last. Als er fünf Jahre alt war, ertränkte sich seine Mutter Martha von Kreyl im Rhein.
Vater und Sohn besprechen die Tagespolitik. Plukanski ist als Minister nicht mehr zu halten. Die Polen haben in seiner Vergangenheit gegraben. Blaukrämer ist der neue Mann.
4, 5
Eva Plint liebt Ernst Grobsch, den Proleten mit dem Soziologengesicht. Grobsch, der Nazi-Jäger, ist hinter einem Plonius, dem Bluthund, her. Der Altnazi hat ganz legal zum Demokraten konvertiert. Der Großvater von Ernst Grobsch, ein kommunistischer Arbeiter, wurde in Auschwitz umgebracht.
Eva hat so etwas wie einen konspirativen Treff mit Wubler. Denn um die DDR geht es, um Spitzel, um einen gewissen Bingerle, um Diplomaten, Öl und Waffen, um die Kubaner. Der Nebel verdichtet sich. Da werden Personen mit Ziffern bezeichnet. Lauschangriffe werden befürchtet. Und der Gipfel, es ist von Personen die Rede, deren Namen nicht in den Mund genommen werden dürfen. Eva möchte von Wubler nicht geduzt werden, lässt sich aber zu einem Bier einladen. Die beiden Verschwörer kommen am Grundstück des jungen New Yorkers Jeremias Arglos vorüber. Ölscheichs wollen das verwahrloste Anwesen erwerben. Aber der in den Staaten bei Verwandten kümmerlich lebende Arglos hat es von Vorfahren geerbt, die in Treblinka umgekommen sind und wird das Angedenken niemals hergeben.
6
Ernst Grobsch, Abgeordneter des Deutschen Bundestages, ist Redenschreiber der Apfelwange, alias Minister Hans Günter Plukanski. Grobsch hasst die Apfelwange, diesen Nichtskönner. Aber der Minister ist ein Meister im Herausposaunen fremden Gedankengutes und beim Wahlvolk beliebt. So muss Grobsch gute Miene zum bösen Spiel machen. Er verbirgt der Apfelwange seine Überlegenheit und darf Referent des Herrn Ministers bleiben.
7
Die etablierte Literatur-Geschichtsschreibung apostrophiert das Werk als „Bewältigungsbuch“. Allein die Vorgeschichte des Selbstmordes der Elisabeth Blaukrämer rechtfertigt diese Kategorisierung. Die Frau wurde von ihrem Ehemann in die „elegante Klapsmühle“ Kurhotel Kuhlbollen weggesperrt. Dort logieren ausschließlich lästig gewordene Gattinnen begüterter Herren. Den weiblichen Gästen fehlt es in Kuhlbollen an nichts. Für alles ist gesorgt. Wenn es die Hotelleitung wieder einmal für angemessen hält, dann kann die betreffende Dame sich sogar auf dem Zimmer befriedigen lassen.
Der Anlass für Elisabeths Einweisung war: Die Frau hatte unausgesetzt geschrien, als sie nach reichlich vierzig Jahren mitten in Deutschland des Bluthundes Plonius, vormals General der Wehrmacht Plietsch, ansichtig wurde. Der junge schneidige General hatte seinerzeit Elisabeths Vater – dem Herrn Baron – in Bleibnitz befohlen, sich angesichts der anrückenden Russen zu erschießen. Der Vater hatte gehorcht und zuvor sogar noch unschuldige deutsche Kinder mit in den Tod gerissen. Der Jugendlichen Baronesse Elisabeth von Bleibnitz war damals die Flucht immer westwärts bis ins Reichsinnere geglückt. Über den Zwischenaufenthalt in der Sowjetischen Besatzungszone und zeitweilige Mitarbeit in der DSF kam Elisabeth auf Betreiben ihrer Mutter widerwillig nach Westdeutschland. Dort in Huhlsbolzenheim war sie auf den bürgerlichen Politiker Dr. Blaukrämer, einen üblen Karrieremacher und Nazi, hereingefallen. Beide hatten sich nie geliebt. Elisabeth hatte auch kein Kind von ihm gewollt, weil er sie nur benutzte – z. B. als Testperson bei der Beantwortung der Frage: Wird der Bluthund nach vierzig Jahren noch erkannt? Geliebt hatte Elisabeth im Leben nur einen – den Russen Dimitri. Den konnte sie nicht bekommen. Nun sollen im Kurhotel ihre „Erinnerungen korrigiert“ werden. Als ihr dann die Leiterin des „Hotels“ an dem Tage, als Blaukrämer Minister wird, auch noch einen „Ficker“ aufs Zimmer schickt, ist das alles zusammen genommen zu viel für Elisabeth. Sie komplimentiert den potenten Herren hinaus und erhängt sich in ihrem komfortablen Appartement.
8, 9
Paul Chundt ist ungehalten, weil Fritz Blaukrämer seine protzige Party anlässlich der Ernennung zum Minister nicht abgeblasen hat. Immerhin war Blaukrämer jahrelang mit Elisabeth verheiratet und immerhin hat Chundt Elisabeth geliebt. Blaukrämer wiegelt ab. Chundt lässt nicht locker und kritisiert die kirchliche Trauung Blaukrämers mit der zweiten Frau Trude. Blaukrämer verwahrt sich dagegen. Chundt hält Blaukrämer die NS-Vergangenheit vor. Blaukrämer wiegelt ab – er war sehr jung gewesen und war kommandiert worden. Dann entsteht das nächste Problem. Schwamm, der Großfürst des Geldadels, taucht auf. Vor Schwamm zittern sogar Leute, die den frisch gebackenen Minister Blaukrämer maßregeln. Schwamm fordert, wie immer auf solchen Festen, eine anständige reife Frau, die er auf der Stelle „unanständig machen“ will. Das Problem: Alle Frauen, die einmal anständig waren, waren dem Schwamm schon früher zugeführt worden und Katharina, die auf der Party kellnert, hat den Wüstling bereits geohrfeigt. Die Lösung: Blaukrämer führt Schwamm seine Trude zu.
Auf der Party befindet sich noch ein Herr mit einem weiteren Problem: der Großbankier Krengel. Dessen einzige Tochter Hilde will nicht in seine Fußstapfen treten: „Papa, nein, lieber in Nicaragua sterben als hier leben.“ Krengel meint, die Lösung seines Problems zu haben: Er bittet den ebenfalls auf der Party anwesenden Karl v. Kreyl, seinen kostbaren Flügel in Anwesenheit von Hilde zu zerlegen. Der Bankier war bisher von dem Klavierzerleger noch nicht aufgesucht worden. Karl muss das Ansinnen ablehnen. Ist er doch nur ein Klavierzerhacker. Trotzdem ist Karl geneigt – gegen entsprechendes Honorar – eine Beraterrolle bei der Aktion zu übernehmen.
Wegen der „Tachtel“ hat Katharina den Job und somit künftiges Trinkgeld verloren.
10
Das Ehepaar Wubler erwähnt den Tod des Ministers Plukanski, hat aber andere Sorgen. Der Schwamm wurde auf Blaukrämers Party nicht nur von Katharina tätlich angegriffen, sondern auch von Karl. Ein Racheakt vonseiten Schwamms ist zu befürchten. Paul Chundt fordert die Wublers deshalb auf, sich von den jungen Leuten zu distanzieren. Die Wublers weigern sich, obwohl sie Chundt vieles verdanken.
11
Heinrich v. Kreyl soll in der Nachfolge von Heulbuck – eines Mannes, der immer einmal genannt wird, aber nicht auftritt – regieren. Der „demokratische Graf“ ruft den sympathischen Teil des Romanpersonals zusammen und veranstaltet eine kleine Volksbefragung. Die Meinungen sind geteilt. Heinrich schließt sich der Meinung seines Sohnes an: Nein.
Bingerle, von der Schweizer Grenze her anreisend, hat einen nichts sagenden Kurzauftritt.
12
Kapspeter hat Krengels Bank geschluckt. Krengel ist Kapspeters Angestellter geworden, will Hilde nach Nicaragua folgen, bleibt aber im Lande. Heinrich v. Kreyl trägt eine Reisetasche voll „Bleiklumpen“ herbei. Er will, wie seine Frau, „in den Rhein gehen“ und mit Hilfe der Klumpen schneller ertrinken. Karl redet dem Vater den Suizid aus. Katharina, die immer einmal nach Kuba wollte, bleibt auch in Deutschland. Ihr Kuba ist hier. Katharinas Dissertation wurde angenommen.
Wer die kostbaren Flügel zu Kleinholz gemacht hat, wird nicht mitgeteilt. Karl, der Systemkritiker, hatte nur sein eigenes Klavier zerhackt.

## Form
Den Titel Frauen vor Flußlandschaft hat Annemarie Böll erfunden. Böll wollte „Bonn geistig-politisch als Gesamtphänomen“ darstellen. Er wählte im Roman durchgängig die Bühnenform (Dialog, Monolog, Bühnenanweisung), um „sich selbst als … Erzähler auszuschalten.“ Die Gattungen Epik und Dramatik werden negiert. Folgerichtig brachte Volker Schlöndorff 1988 den „Roman“ auf die Bühne (Münchner Kammerspiele).
Rückblenden aus der bundesrepublikanischen Gegenwart der 80er-Jahre des 20. Jahrhunderts in die Nazi-Zeit sagen über die Herkunft der Männer jener titelgebenden Frauen aus.

## Rezeption
- „Es ist ein trauriges, bitteres Buch.“[32]
- In dem Werk gäbe es keine Handlung:[33] „Nichts wird anschaulich gestaltet, alles wird salopp beredet …“[34] „Es ist ein Reden in Erinnerung“[35] und es „existiert kein Bericht in diesem Roman.“[36]
- „Die äußere Realität wird zum Schattenspiel:“[37]
- „Es ist der Schatten der Adenauer-Ära, der Schatten Globkes oder Kiesingers oder allenfalls noch Filbingers, der über Bölls Flußlandschaft fällt.“[38]
- Der Roman sei ein „Trauer-, Wut- und Kolportagebild, in dem alle seine [Heinrich Bölls] Lieblingsfiguren und -gesten noch einmal auftauchen.“[39]
- Falkenstein[40] stellt zwei Seiten der Rezeption des Romans heraus. Manche Rezensenten verurteilten das Buch, taten es als Werk eines Autors mit gebrochener Schaffenskraft ab. Da aber die „Grundstimmung“ im Roman die „Resignation“ ist, sei herkömmliches Erzählen doch nun eigentlich überflüssig geworden und es bleibe nur der Dialog bzw. sogar der Monolog übrig.
- Fritz J. Raddatz kommt im Herbst 1985 „über so viel Dilettantismus eines großen Erzählers“[41] nicht hinweg, aber Marcel Reich-Ranicki will das Werk in demselben Herbst nicht verreißen: „Es wäre abwegig, Bölls letztes Werk mit literaturkritischer Strenge beurteilen zu wollen.“[42]
- Friedrichsmeyer[43] bescheinigt dem Autor ein „festes Herz“, beobachtet aber „in diesem Spätwerk eine merkliche Weichheit … genauer … eine neue Offenheit“, wenn er Grobschs Monolog (Kapitel 6) bespricht.